# Franz Junius der Ältere

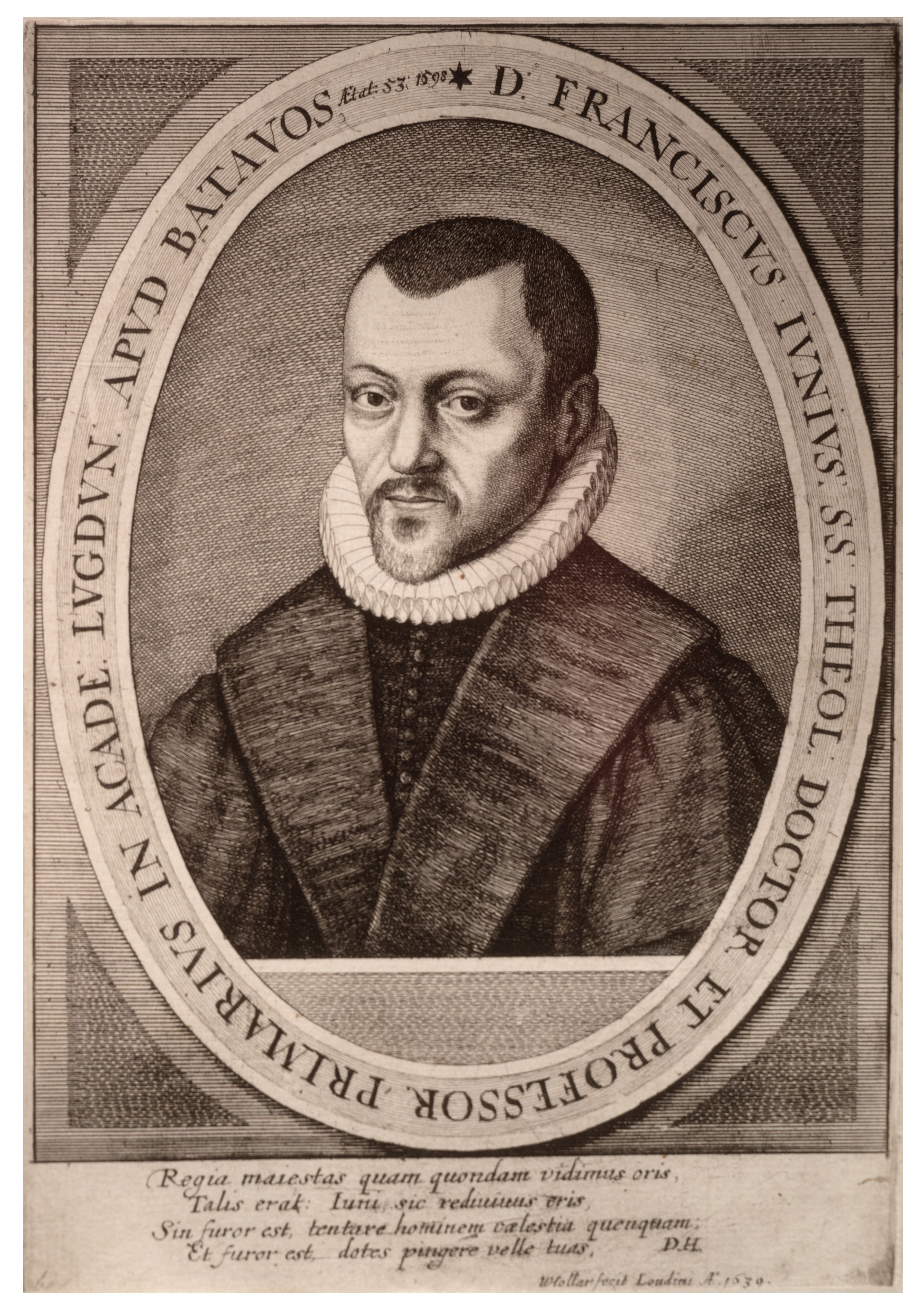
Franz Junius der Ältere

Franciscus Junius der Ältere, auch François du Jon (* 1. Mai 1545 in Bourges; † 13. Oktober 1602 in Leiden) war reformierter Theologe.

## Leben und Wirken
François du Jon wuchs als Sohn eines königlichen Rates auf. Zu Hause vorbereitet, bezog er mit zwölf Jahren die Universität seiner Vaterstadt, um Rechtswissenschaft zu studieren. Bald ging er nach Lyon, um seine humanistische Bildung zu ergänzen. Vom humanistischen Atheismus „befreite“ ihn ein schlichter Bauer. Nun ging er nach dem Tode seines Vaters nach Genf und studierte unter schweren Entbehrungen Theologie.
1565 wurde er als Prediger in das damals noch zu den noch nicht geteilten Niederlanden gehörende Antwerpen berufen. Dort wehrte er sich mit Hilfe von politischen Denkschriften gegen die geplante Einführung der spanischen Inquisition durch Philipp II., der als Sohn Karls V. mit der spanischen Krone auch die Herrschaft über die Niederlande geerbt hatte. Obwohl er erst 21 Jahre alt war, erarbeitete er sich rasch überregionales Ansehen, sodass er den Auftrag bekam, die Confessio Belgica des Guy de Bray zu überarbeiten. Den Bildersturm in Flandern suchte er mit allen Mitteln zu verhindern. Anlässlich einer Predigt von Franz Junius wurde am 25. Dezember 1565 im neutralen  Sint-Truiden der Eidverbund der Adligen gegründet. Er musste 1567 in die Stadt Limbourg an der Vesdre fliehen, wo zwischen August 1566 und März 1567 eine kleine reformierte Republik existierte, deren Pastor er war. Sie nutzten in dieser Zeit die bis dahin katholische Kirche St. Georg und hielten dort ihre Messen ab. Durch die spanische Eroberung musste er weiter fliehen und wurde Prediger einer französischen Flüchtlingsgemeinde in Schönau. 1573 bekam er den Auftrag, den Heidelberger Theologen Immanuel Tremellius bei dessen Übersetzung des Alten Testaments vom Hebräischen ins Lateinische zu unterstützen. Beim Regierungsantritt des Kurfürsten Ludwig VI. von der Pfalz musste er als reformierter Theologe weichen.
Er ging zu Johann Kasimir von der Pfalz nach Neustadt an der Weinstraße. In dieser Zeit schrieb er das Werk über das Presbyterial-Synodale System, das ihn in der reformierten Welt bekannt machte. 1584 folgte er dem Pfalzgrafen, der nach dem Tod Ludwigs VI. die Administration der Kurpfalz übernommen hatte, nach Heidelberg. Dort erhielt er eine theologische Professur, die er bis 1592 ausübte. 1591 wurde er beauftragt, eine pfälzische Delegation zu Heinrich IV. nach Frankreich zu begleiten, um den französischen Königsanwärter in seinem reformierten Glauben und den damit verbundenen blutig ausgetragenen Konflikten mit der katholischen Liga zu beraten. Heinrich IV. äußerte den Wunsch, Junius in seine Dienste zu nehmen, sodass Junius in Heidelberg seine Habseligkeiten zusammenpackte und mit seinen Kindern in Richtung Paris aufbrach. Die Familie wählte den Weg über die Niederlande, um dort Verwandte zu besuchen. Wegen anhaltender kriegerischer Auseinandersetzungen in Paris, unterbrach Junius seine Reise in der Stadt Leiden. Die dortige Universität hatte sich schon mehrfach vergeblich um eine Berufung des Heidelberger Theologen bemüht. Nun stimmte Junius zu, eine theologische Professur zu übernehmen, bis eine Weiterreise nach Paris möglich sei.
Da Heinrich IV. 1593 zum katholischen Glauben übertrat, entschloss sich Junius, in Leiden zu bleiben. Dort verfasste er sein vielbeachtetes „Eirenicum“, eine Schrift, die der theologischen Richtung der Irenik ihren Namen gegeben hat. Als reformierter Theologe wirkte Junius zehn Jahre lang in Leiden. Von ihm sind zahlreiche dogmatische und exegetische Schriften erhalten, die auch über den kirchlichen und theologischen Bereich hinaus rezipiert wurden. Hugo Grotius hat sich als Schüler von Junius bezeichnet, und auch Johannes Althusius hat auf Junius’ Gedanken zurückgegriffen.
1602 erhielt Junius einen Ruf, an der neugegründeten reformierten Akademie in Saumur (Frankreich) zu lehren. Diesem Ruf konnte er jedoch nicht mehr Folge leisten, da er am 13. Oktober 1602 an der Pest verstarb.
Franz Junius war verheiratet mit Elisabeth Corputius (1552–1587) aus Breda, einer Schwester des Dordrechter Prädikanten Hendrik van den Corput (1536–1601) und Schwägerin des Heidelberger Medizinprofessors Heinrich Smetius (1537–1614).

## Schriften (Auswahl)
- Eirenicum de pace ecclesiae catholicae […]. Leiden 1593 (Digitalisat).